# NN Running Team

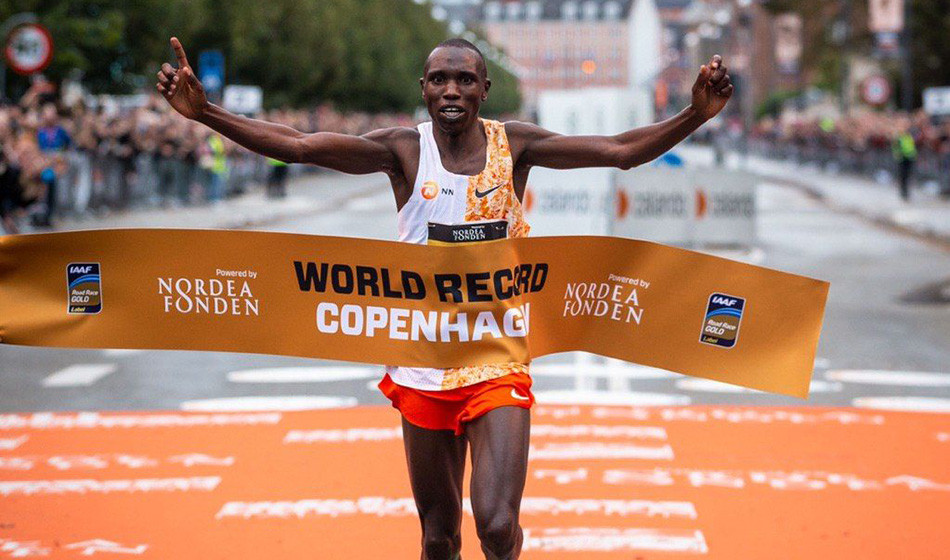
Este es el plusmarquista mundial de media maratón de Geoffrey Kamworor. obtenido en Copenhague 2014 con un tiempo de 59.08 segundos.

NN Running Team es un equipo de running profesional con sede en los Países Bajos. Fue fundado por Jos Hermens, director de Global Sports Communication. El equipo incluye a algunos de los corredores de distancia más exitosos del mundo, incluidos muchos atletas olímpicos. Uno de los campos de entrenamiento de NN Running Team se encuentra en Kaptagat, Kenia. Los miembros del equipo incluyen al ex poseedor del récord mundial de maratón Eliud Kipchoge.
Algunos de sus miembros notables son Eliud Kipchoge, Geoffrey Kamworor, y Kenenisa Bekele.

## Miembros
NN Running Team tiene alrededor de 60 corredores de 15 países. A partir de 2019, los miembros del equipo incluyen:
Hombres
- Kenenisa Bekele (Etiopía)
- Eliud Kipchoge (Kenia)
- Geoffrey Kamworor (Kenia)
- Abel Kirui (Kenia)
- Geoffrey Kirui (Kenia)
- Birhanu Legese (Etiopía)
- Joshua Cheptegei (Uganda)
- Stephen Kiprotich (Uganda)
- Abdi Nageeye (Países Bajos)
- Mule Wasihun (Etiopía)
- Laban Korir (Kenia)
- Marius Ionescu (Rumania)
- Gideon Kipketer (Kenia)
- Solomon Deksisa (Etiopía)
- Philemon Rono (Kenia)

Mujeres
- Tadelech Bekele (Etiopía)
- Sally Chepyego (Kenia)
- Florence Kiplagat (Kenia)